# Beautiful Amulet
Beautiful Amulet – trzynasty singel japońskiej piosenkarki Yukari Tamury, wydany 1 sierpnia 2007. Utwór tytułowy został wykorzystany jako drugi ending anime Magical Girl Lyrical Nanoha StrikerS, a utworu Jelly Fish użyto w zakończeniach programu radiowego Tamura Yukari no Itazura Kuro Usagi (jap. 田村ゆかりのいたずら黒うさぎ). Singel osiągnął 11 pozycję w rankingu Oricon i pozostał na niej przez 7 tygodni, sprzedał się w nakładzie 26 694 egzemplarzy.

## Lista utworów
| Nr | Tytuł                                                        | Słowa         | Kompozycja      | Aranżacja      | Czas |
| -- | ------------------------------------------------------------ | ------------- | --------------- | -------------- | ---- |
| 1. | "Beautiful Amulet"                                           | Karen Shīna   | Masatomo Ōta    | Masatomo Ōta   | 4:32 |
| 2. | "Nijiro Balloon" (jap. 虹色バルーン Nijiiro Barūn)           | Yukiko Mitsui | Masatomo Ōta    | Masatomo Ōta   | 4:34 |
| 3. | "Jelly Fish"                                                 | Yukiko Mitsui | marhy           | Dux            | 4:45 |
| 4. | "Koisuru Raspberry" (jap. 恋するラズベリー Koisuru Razuberī) | Miku Hazuki   | Isozaki Takeshi | Kazuya Komatsu | 4:10 |

## Notowania
| Lista                       | Pozycja |
| --------------------------- | ------- |
| Oricon Weekly Singles Chart | 11      |
| CDTV                        | 15      |
| Com Chat Countdown          | 1       |